# عامری (تنگستان)
عامری یا بندر عامری، روستایی بندری است از توابع بخش دلوار در شهرستان تنگستان استان بوشهر ایران.

## جمعیت
این روستا در دهستان بوالخیر قرار داشته و بر اساس سرشماری سال ۱۳۹۵ جمعیت آن ۲۵۸۱ نفر (۷۴۲ خانوار) می‌باشد. و در سال ۸۵ جمعیت آن ۳۲۱۵ نفر بوده‌است.
بندر عامری در ۷۰ کیلومتری جنوب شرقی بوشهر قراردارد.
عمده‌ترین فعالیت اقتصادی اهالی بندر عامری صیادی و تجاری است.
بر اساس اطلاعات موجود تعداد صیادان عامری ۶۵۰ نفر به همراه ۶۰ فروند لنج و میزان صید ۱۵۹۱ تن می‌باشد.